# 링컨 MKZ
링컨 MKZ(LINCON MKZ)는 링컨의 준대형 세단이다.

## 1세대
2005년에 당시 제퍼로 출시되었으나, 2006년에 링컨의 직명법으로 MKZ로 이름이 바뀌었다. 대한민국에서는 2007년부터 수입되었고, 2009년에 페이스 리프트를 거치며 대시보드, 테일램프가 바뀌고 날개 웡 그릴이 달렸다.

## 2세대

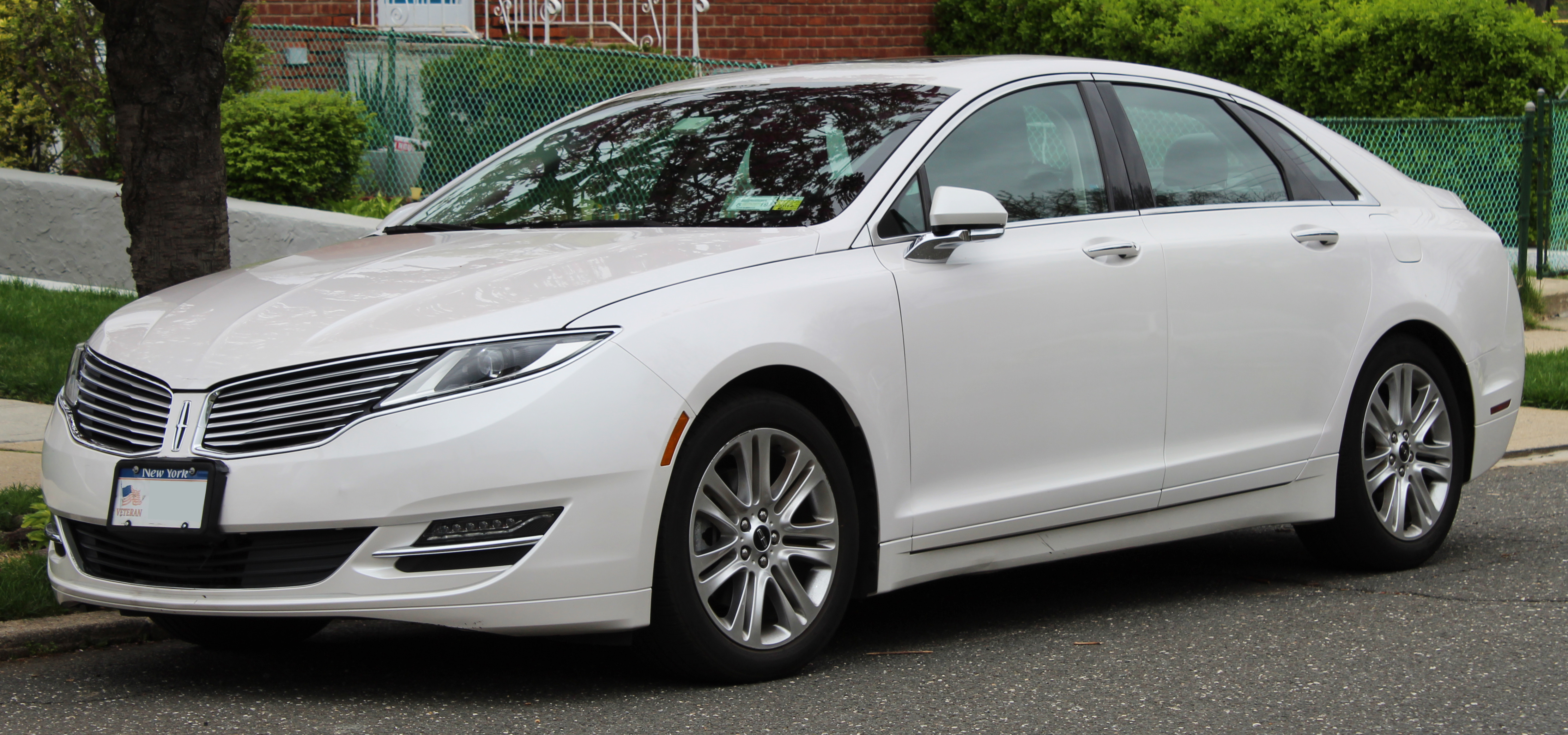
링컨 MKZ 전기형

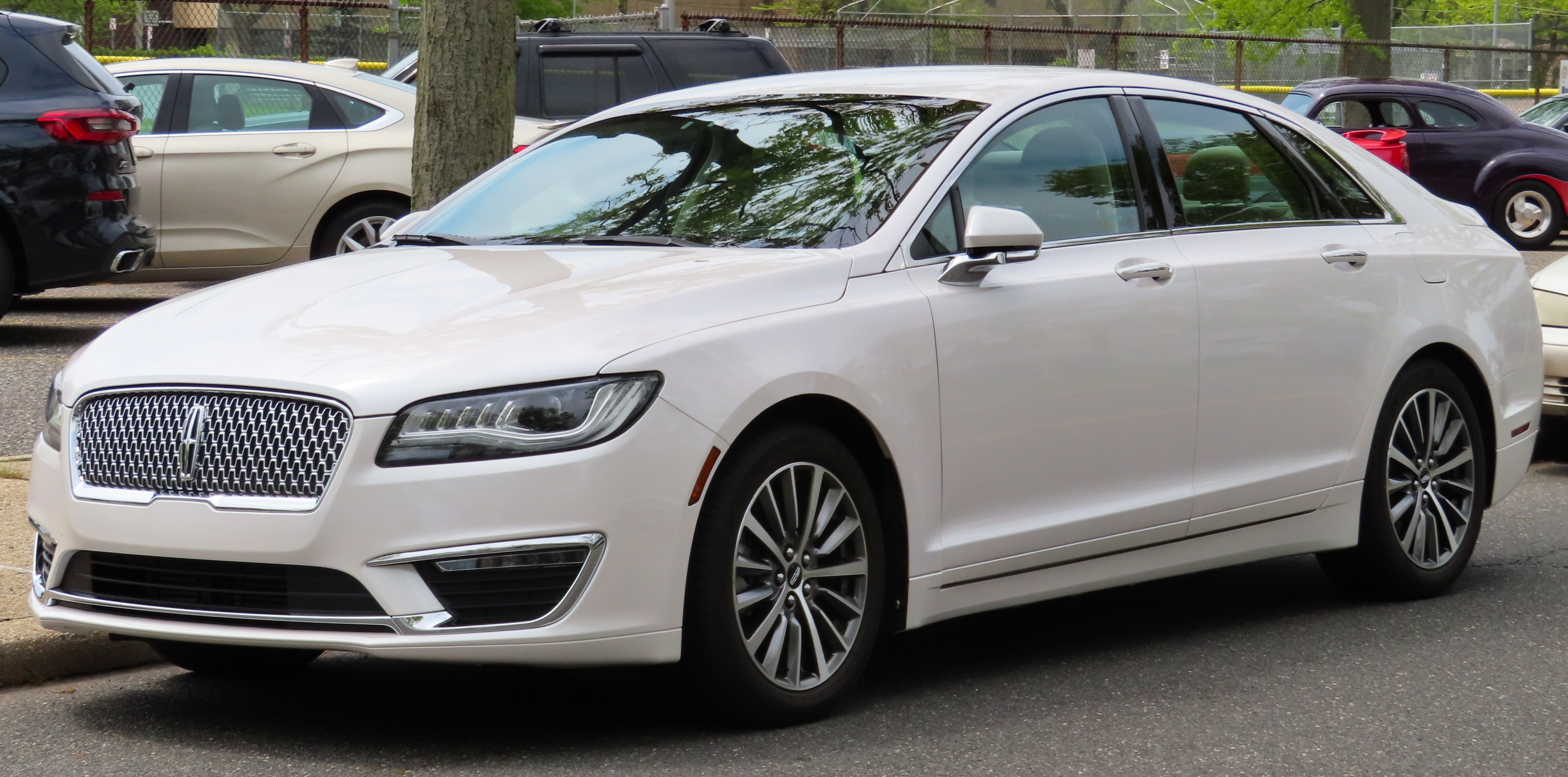
링컨 MKZ 후기형

2012년에 선보였다. 테일램프는 LED로 길게 디자인하였고, 아주 긴 파노라마 썬루프도 최초로 적용되었다. 하이브리드도 추가되었다. 자동변속기는 버튼식으로 되어 있다. 2015년에 LA 오토쇼를 통해 페이스리프트가 공개되어 디자인이 큰 폭으로 바뀌어 스플릿 윙 그릴에서 시그니처 그릴로 바뀌었고 링컨 컨티넨탈과 비슷한 패밀리 룩으로 바뀌었다. 그러나 미국에서 저유가로 인해 세단보다 SUV와 픽업트럭의 판매율이 높아 MKZ는 2020년에 후속 차종 없이 단종되었다. 그러나 고급형 대신에, SUV 브랜드로 전환할 예정이다.